# Cividate Camuno
Cividate Camuno  är en kommun i  Val Camonica, provinsen Brescia, i regionen Lombardiet. Kommunen hade 2 742 invånare (2018) och gränsar till kommunerna Berzo Inferiore, Bienno, Breno, Esine, Malegno, Ossimo samt Piancogno.
Civitade Camuno hette ursprungligen Civitas Camunnorum och var camunernas huvudstad.